# Curt Michel
Frank Curtis "Curt" Michel (5. června 1934 La Crosse – 26. února 2015 Houston) byl americký astrofyzik, profesor na Riceově univerzitě v Houstonu, pilot letectva Spojených států amerických a astronaut NASA.

## Mládí
Narodil 5. června 1934. Jeho rodiči byli Frank a Viola Michelovi. Promoval v roce 1951 na C. K. McClatchyho střední škole v kalifornském Sacramentu. V roce 1955 získal bakalářský titul z fyziky s vyznamenáním a v roce 1962 doktorát z fyziky, obojí na Kalifornském technologickém institutu. Jeho diplomová práce zněla „Beta spektra mass 12 nuclei“, přičemž jeho disertačním poradcem byl Thomas Lauritsen. V institutu působil i laureát Nobelovy ceny William Alfred Fowler.
Byl členem Americké fyzikální společnosti, Americké geofyzikální unie a Americké astronomické společnosti.

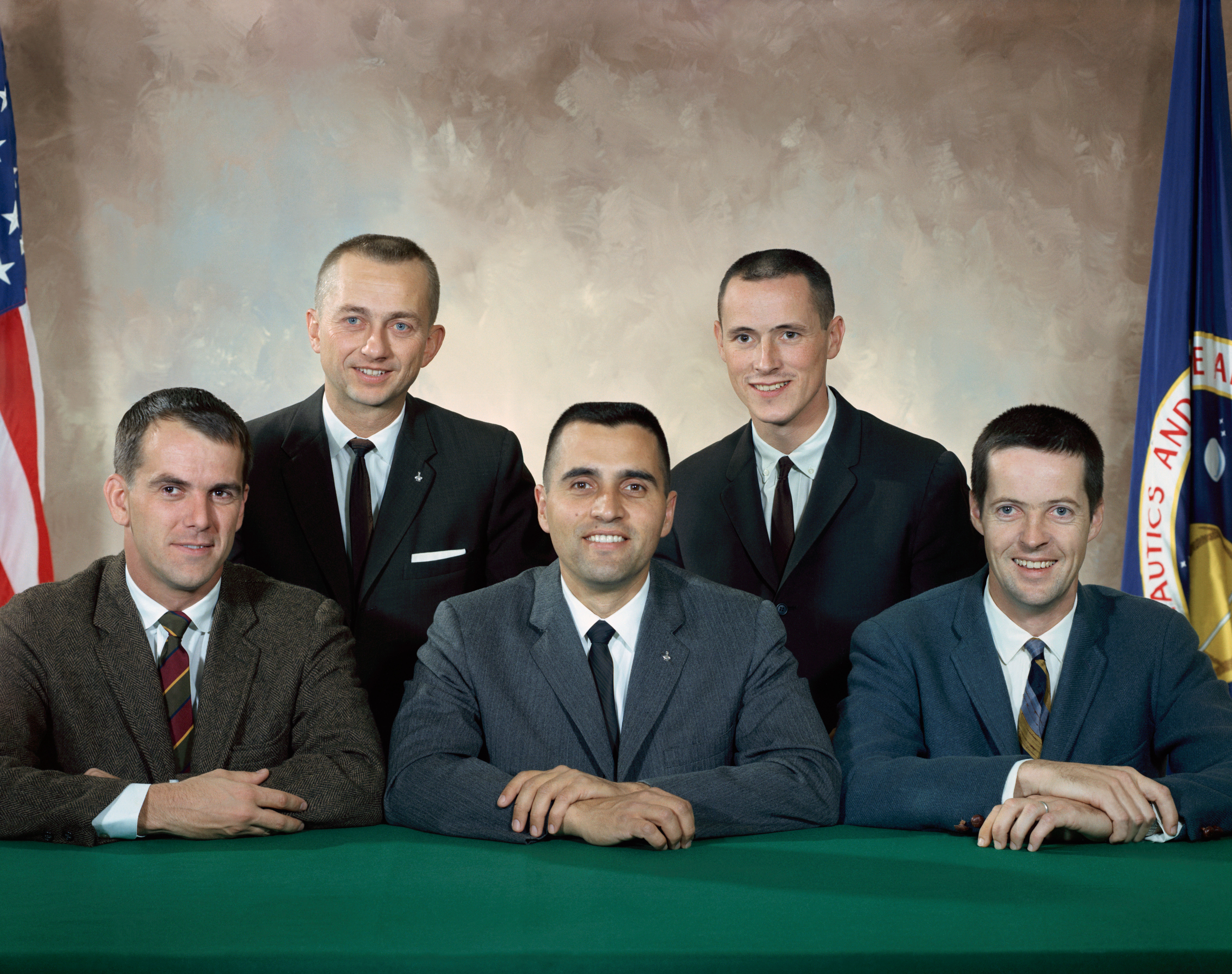
Michel sedící vepředu vlevo

Později působil jako mladší inženýr v divizi řízených střel společnosti Firestone Tire and Rubber Company, v roce 1955 nastoupil k letectvu. Jako absolvent Air Force Reserve Officer Training Corps absolvoval letecký výcvik na základně Marana Air Force Base v Arizoně a základnách Laredo a Perrin v Texasu. Během tříleté vojenské služby létal na stíhačkách F-86D ve Spojených státech amerických, v Anglii a Západním Německu. Nalétal 1000 hodin letu s 900 hodinami v proudových letadlech.
Po své aktivní službě v letectvu Spojených států amerických byl postgraduálním studentem a výzkumným pracovníkem na Kalifornském Institutu Technologie, kde pracoval na experimentálních a teoretických prácích v jaderné fyzice pro Richarda Feynmana, spolu s prací v teoretické astrofyzice pro Fowlera. V červenci 1963 nastoupil na Fakultu Riceovy university. Své úsilí zaměřil na výzkum a výuku vesmírných věd, jako je interakce slunečních větrů a měsíční atmosféry.
V červnu 1965 byl vybrán jako vědec-astronaut do NASA. Dne 18. srpna 1969, když bylo jasné, že se nedostane do žádné vesmírné mise. Jeho odchod od NASA motivoval vědeckou komunitu k tomu, aby požadovala účast vědeckého pracovníka při letech do vesmíru v programu Apollo, čehož se podařilo dosáhnout učastí Harrisona Schmitta v misi Apolla 17, kde nahradil Joa Engleho) poté plánovaná mise Apollu 18 byla zrušena.
Po jeho rezignaci v NASA se vrátil k výuce a výzkumu na Riceově univerzitě, kde v letech 1974 až 1979 také pracoval jako předseda katedry vesmírné fyziky a astronomie. Od roku 1974 až do svého odchodu do důchodu v roce 2000 byl profesorem astrofyziky Andrewa Hayse Buchanana. V letech 1979 až 1980 byl jmenován Guggenheimovým členem na École Polytechnique v Palaiseau ve Francii a také mu byla udělena Humboldtova cena za práci v oboru jaderná fyzika v Institutu Maxe Plancka v západoněmeckém Heidelbergu, kde působil v letech 1983 až 1984. V letech 2001 a 2002 působil jako hostující profesor v laboratoři Solar-Terrestrial Environment Laboratory University of Nagoya v Japonsku.

## Výzkum
V roce 1964 předpověděl existenci spinové optické rotace v důsledku slabých interakcí nekonzervujících paritu. Tento jev byl experimentálně potvrzen v roce 1980 a používá se ke studiu paritních nekonzervativních slabých interakcí mezi neutrony a jádry. Je také známý pro svým výzkumem pulsarů a magnetosfér neutronových hvězd, jeho výzkum zahrnoval také interakci slunečního větru s Měsícem a dalšími tělesy až po heliosféru. V roce 2000 sice opustil Riceovu univerzitu, ale výzkumu se věnoval až do své smrti v roce 2015.

## Soukromí
Byl ženatý s Bonnie Hausmanovou, s níž měl dvě děti. Jeho koníčky byly fotografie, tenis, házená a baseball.
Zemřel 26. února 2015, ve věku 80 let. Pohřben byl se všemi vojenskými poctami na Houstonském národním hřbitově.